# Colpochila blackburni
Colpochila blackburni är en skalbaggsart som beskrevs av Britton 1986. Colpochila blackburni ingår i släktet Colpochila och familjen Melolonthidae. Inga underarter finns listade i Catalogue of Life.